# Szentmáté

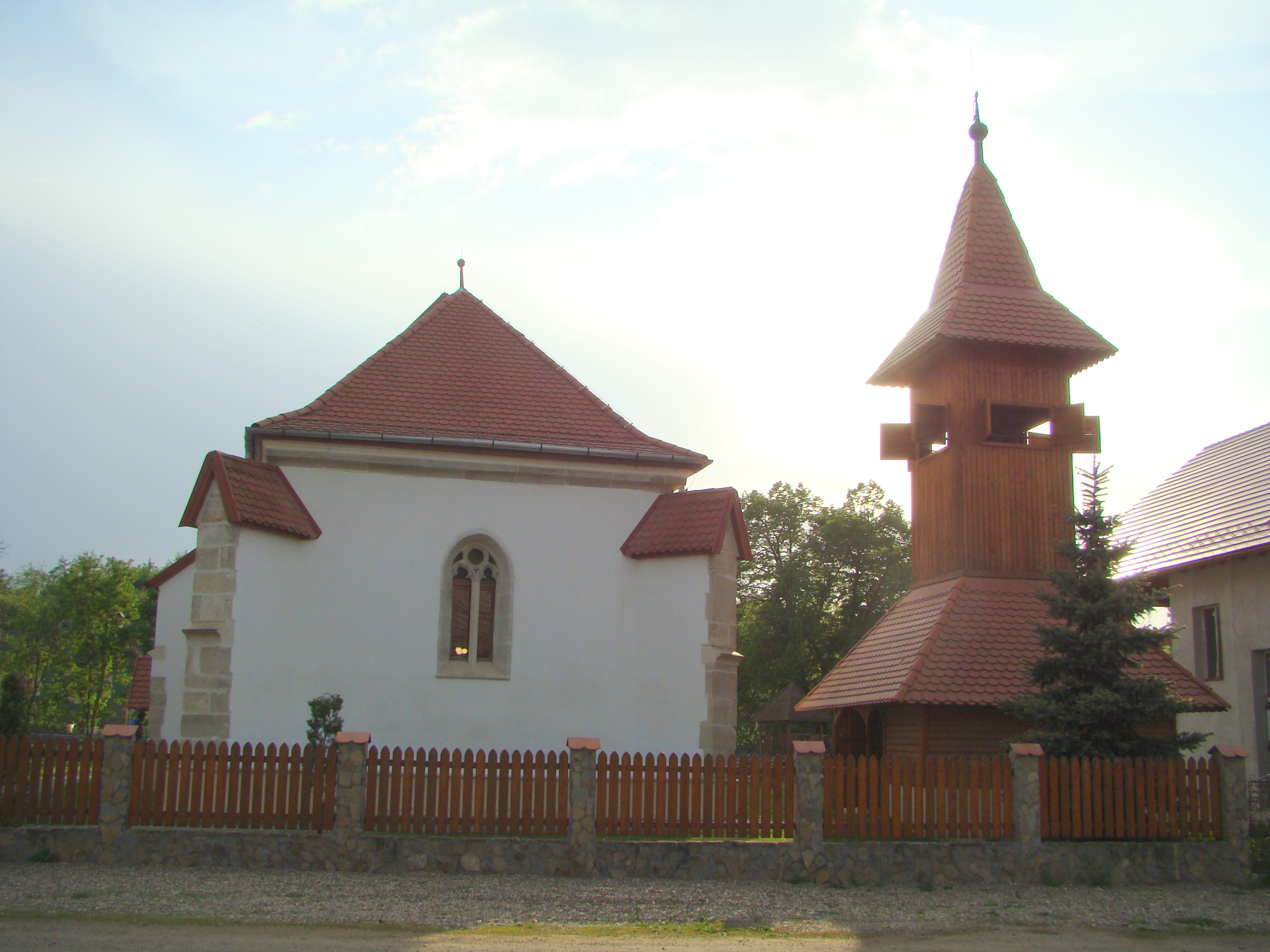

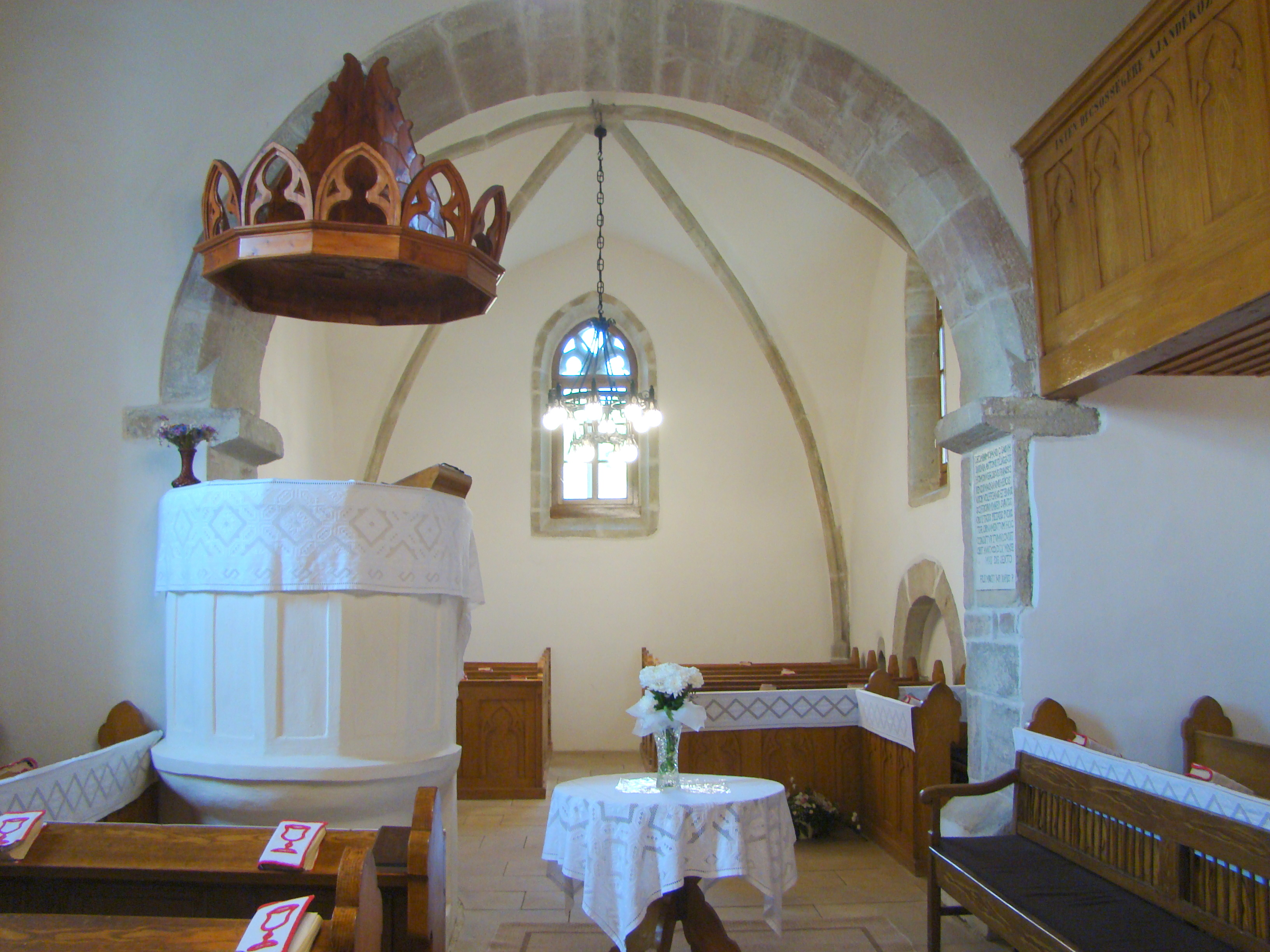

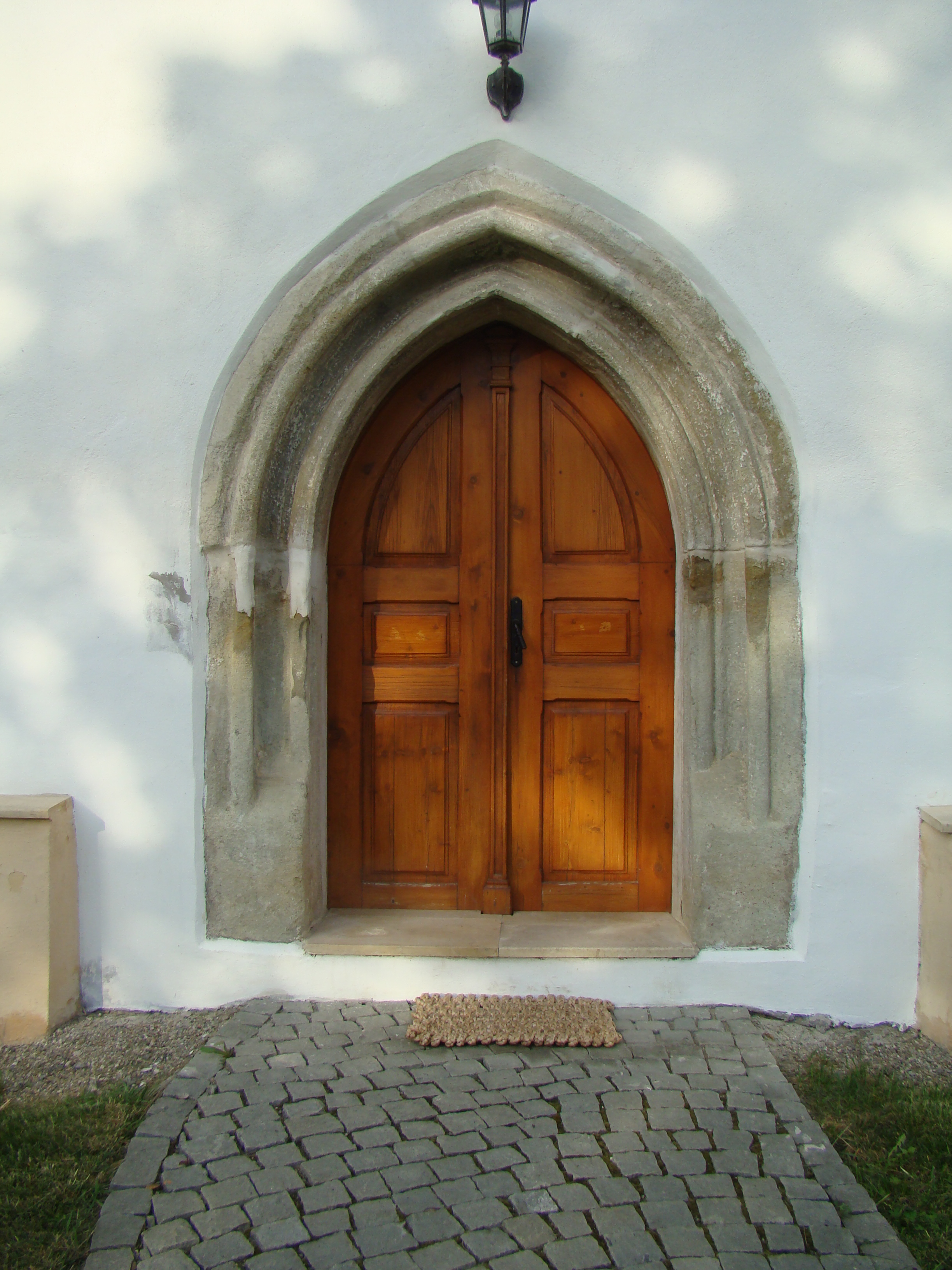

Szentmáté, 1913-ig Szászmáté (románul: Matei, németül: Mathesdorf, Mathiasdorf, szászul Matesdref, Matesdraf) település Romániában, Beszterce-Naszód megyében.

## Fekvése
A Mezőség északkeleti részén, dombok között, Besztercétől 32 km-re délnyugatra található.

## Története
Paleontológiai leletek
Tatár Árpád régész egy több tízezer éves fosszílis, egyelőre meghatározatlan állatfajhoz tartozó csontdarabot lelt 2016 októberében a Kender-földeken. A kertjében előkerült homokkő töredékén egy falevél fosszílis lenyomata volt látható.

### Őskor
Szentmáté területén az első ismert megtelepedők a Balkán-félszigetről jött Körös-kultúra emberei voltak, Kr. e. 6000 után. Ők honosították meg itt a földművelést, az állattartást, a fazekasságot és a pattintott kőeszközök mellett a csiszolt kőeszközök készítését. Megemlítendő egy körte alakú idol és egy vasoxidból készült, a Cassiopeia csillagképet és egy X-et ábrázoló amulett. (A középső újkőkorszak népességének megtelepedése Szentmáté határában még nem bizonyított.) Őket a festett kerámiájú Petrești-kultúra népe követte, majd az Iclod-csoport és a Petrești-kultúra népeinek szintézise élt itt. Érdekes az eddig előkerült két állat alakú edény töredéke, a négyszögletes edény töredéke (feketével festett, akárcsak egy másik töredék), valamint a bekarcolt díszítésű edénytöredékek. Egyes edények a Parța-csoport edényeihez hasonlóak. Egy nagyon szép, szürke, áttetsző obszidiánból készült nyílhegy talán a Bodrogkeresztúr-kultúrától származott.
A Coțofeni-kultúra emberei Kr. e. 3000 táján telepedtek meg és az I. fázis végétől a III. fázis végéig laktak Szentmáté területén. A kultúra II. fázisából egy cérnaguriga és egy hordó alakú agyaggyöngy (az utóbbi lehetett a Körös kultúráé is talán), egy töredékes agyagnehezék, valamint bikónikus edények töredékei említendők meg. A III. fázisból orsókarikák és egy szövőszéksúly érdekesebbek, meg két, kilencven fokos szögben álló, díszített edénytöredék. A kis rézvéső, amit hidegen kalapáltak termésrézből és emiatt repedések vannak benne, a Petreşti- vagy a Coţofeni-kultúra gyártmánya. Ezt követően a Koppánd-csoport fakéreg-mintázatú, a korai bronzkor II. végére-korai bronzkor III. elejére sorolható népessége lakta a falu mai határát. Innen hiátus van a Wietenberg-kultúra III. fázisáig, amit a Wietenberg IV. fázis, majd a Noua-kultúra követett. A középső- és késő bronzkorból egy bronzöntési hulladék és egy bronzlepény töredéke, egy töredékes, díszített bronz karperec említendő meg, egy csontvéső töredéke, egy a Noua-kultúrára jellemző faragott csontvég, kocsimodell töredéke, körülbelül négy különböző kocsimodell kerékagyas kerekei, egy egész és egy töredékes agyagkanál, díszített, díszítetlen orsókarikák és gyöngyök, botvégek. Meg kell említeni a három-négy Noua sírt is, az utolsó edénye kora vaskori gödörből került elő. Az első és a harmadik sír hamvasztásos volt, a másodiknak csak az edényei kerültek elő. A Hallstatt-korból egy kétrészes, kristályos kőből készült öntőforma egyik felének töredéke, egy tokos-füles balta élének és szélének töredéke és egy vaslepény, valamint további két vaslepénytöredék darabjai kerültek elő, meg pattintott- és őrlőkövek. Másik településen agyagkanál töredéke jött felszínre, meg egy edényre ragasztott, juhot ábrázoló sérült fej és egy töredékes, emberi alakot formázó, díszített idol. E korból származik több töredékes agyagnehezék is. Egy vasoxidrögön, amit a kora vaskorban vagy későbbi korban hoztak beolvasztásra, hegyikristályok láthatók.

### Ókor
A keltáktól pár korongolt cserépdarab és több grafitos situlatöredék, karcolt és díszítetlen, kézzel készült kerámia került a besztercei és naszódi múzeumba. Az utóbbiba egy kék üvegből készült, sárgás-fehéres színárnyalattal díszített karperec töredéke is eljutott. A dákok edénytöredékei közül megemlítendő egy töredékes, egyfülű csésze és egy görbe pengéjű kés. Edénytöredékeik a római kori településeken is jelen vannak, talán előtte is lakták a mai falu határát. A római korból agyaggal vastagon tapasztott faházak paticsdarabjai kerültek elő a Fő utcán és a falun kívül is. Megemlítendők a pecsételt-vágott díszű kerámiatöredékek, egy örlőkő felső részének töredéke.

### Népvándorlás kora
A római kort a késő III. század és a IV. század gót kori leletei követik.

### Középkor
A gepida korból egy zöld színű, sárga és vörös díszű, töredékes üvegtárgyat, pecsételt- és fényezett kerámiatöredékeket érdemes megemlíteni. Darlaczi Zoltán udvarán 2006 február 26-án egy nyugat-kelet irányú csontváz került elő, amit földásás közben szétvágtak. Mellékletei közé több tíz, fekete, barna, sárga és zöld, 2–3 mm nagyságú, bikónikus, átfúrt üvegpasztagyöngy tartozott. Volt egy rendes, átlátszó üvegből készült gyöngy is, aminek bikónikus szegmenseit le lehetett vágni és így több különálló gyöngyöt készíteni. Az 1 cm körüli hosszú hatszögű gyöngy szintén üvegpasztából készült. (Ilyen a Fő utcán is előkerült, a régész háza előtti gyepen.) Emellett volt még 1-2, bronzdrótból készített dísz is, ami(ke)t megtalálás után összetörtek, de nem szedtek össze minden darabot. A funkcionalitást tekintve, csüngő, hajtincsdísz lehetett/tek, rajta/tuk más díszekkel. Egy hasonló, bronzdrótból készült dísz a nagyernyei 27-es-gepida-gödörből került elő 2004-ben. Ezen egy hétszögű rózsaszín korallgyöngy és egy a mátéi hatszögű zöld üvegpasztagyöngyökhöz hasonló gyöngy van. A csontváz egy 18-19 éves, hátgerinccsigolya-kopásban szenvedő nőé volt, aki az V.-VI. században élt. A VIII. századból megemlítendő egy pecsételt és egy halszálkamintás cserépdarab. Úgy néz ki, vannak X-XII. századi települések is, ebből az időből fenékbélyeges fazekak és fenőkövek töredékei kerültek elő. Valamikor a római kort követően, a falu völgyben lévő részét mocsár lepte el. Valószínűleg a hódok eltorlaszolták a patakot (Tatár Árpád a kertjében hódfogat lelt), ezért aztán a római kor feletti iszapban fadarabok találhatók. Ezen az iszapon a völgyben a XIII. - XIV. században telepednek meg ismét az emberek. A 2019-2020-as szennyvízcsatorna készítési munkálatok alkalmával Tatár Árpád a fenti rétegtani megfigyelések, kerámia, fémleletek mellett mindenféle állatcsontot lelt a kotrógép által kiásott földben, többek között nőstény bölény szarv töredékét is.
A falu 1391-ben jelentkezik először a forrásokban Mathe néven. Nevét valószínűleg egykori német nevű alapítójától kapta, ugyanis Németországban is van hasonló nevű település. Talán már a Szeben vidéki szász telepítéssel egyszerre megindult Óradna, Beszterce és Királyi kerületbe a német és vallon nyelvű bevándorlók bejövetele, meg egy pár Maros menti faluba is. Ezek saját maguk választhattak bírót és papot, nem függtek földesúrtól, közigazgatási és katonai vezetőjüket, a szebeni ispánt, a király nevezte ki a magyar arisztokraták közül. A német és vallon bevándorlók pénzadóval és 500 páncélos katona állításával tartoztak a királynak. Mivel szász jogrend alapján rendezkedtek be, a magyarok szászoknak nevezték őket. A szász szabadság csak a királyi birtokokon megtelepülőket illette, aki egyházi vagy magánbirtokon települt meg, az a földesúr fennhatósága alá tartozott. A német és vallon bevándorlókat gerébek vezették, akik az általuk alapított falvaknak nem egyszer a nevüket adták1. A Szentmátéhoz közeli Szászmóric, Kétel meg Szászencs is így kapott német eredetű nevet (létezik Kethel és Kethelsen, azaz Kethel fia germán családnév). Ez utóbbi eredeti neve Entsch, Jentsch lehetett (az encsi románok a szászoktól ez utóbbi alakot vették át és népnyelven mai napig Jensch-nek ejtik), de előfordul helyragos családnévi alakja is: Intscher, Jentscher, azaz Encsi. A gerébek megpróbáltak a királytól a Királyi kerületen kívül eső birtokot is szerezni, így aztán még a német telepesek felett is földesúri jogokat gyakoroltak. Egyik-egyik elköltözött a faluból, átengedte a falut a lakosságnak. II. András király megígérte 1224-ben, hogy a hét szász székben nem adományoz magánföldesúrnak birtokot, de kivételek visszavonhatatlanul már előtte is történtek2. A geréb bíró, közigazgatási hatóság és katonai parancsnok volt egyszemélyben, tisztségét örökölte. Tisztsége összeforrt ingatlan vagyonával, amit eladhatott, zálogba vethetett. A közösség érdekeinek és a szász jognak engedelmeskednie kellett, ő is fizetett adót közösségével együtt3. Meggazdagodni a Szászföld szélén gazdagodtak meg, birtokaikat nagyrészt német telepesekkel telepítették be, akik jobbágyok lettek, így a XIII. század második felében a Szászföldön kívül létrejött egy szász jobbágyosztály. Habár a szász székek hatása és jogszolgáltatása a XIV. századra a király által kinevezett királybírák kezébe került4, Szentmáté XVI.-XVII. századi szász lakossága így lett jobbágy, mivel a Transindex portálon található erdélyi helynévmutató állításával ellentétben, nem tartozott Beszterce vidékéhez5.
1449-ben Mathee, 1455-ben Mathefalwa, 1622-ben S.-Mathe (Szent vagy Szász Máthé), 1700-ban Szász-Máté, 1733-ban Mathej formában fordul elő. 1493-ban említették a vitricus-t, a templom pénzügyeinek világi kezelőjét is.
A falu első említett lakosai 1499-ben Byro András és János jobbágy. Megkockáztatható a feltevés, hogy már a XII.-XIII. századtól szászok laktak itt, akik közt időnként magyarok is laktak. 1523-ban és 1622-ben szász lakosságot említenek, amiről később nevének előtagját kapta. A 14–15. században birtokosaként a Mátéi családot említik. A XIII. század második feléből-XIV. század első feléből származik a református templom sekrestyéje alatt megtalált településrészlet a sütőkemence sütőfelületének tapasztásdarabjaival és csigavonalas díszítésű kerámiával. A Fő utcán megtalált, dupla sövényfalu épülete úgy készült, hogy dupla sorfalu karók közé vesszőfonást készítettek és ezek között döngölt földdel töltötték ki. Az épület északi bejáratától balra eső előkerült falrész a kerámia alapján XIV. századi. Ezen épület fölött XVI. századi réteg van. 2007-2008-ban a mai általános iskola alatt előkerültek egy fából és agyagból készült épület maradványai, meg az épülethez tartozó kövezet. Ez valószínűleg a református iskola volt. Ettől nem messze egy téglából és kőből készült sírláda, egy vesszőfonatú ház paticsmaradványai és egy emberalakos csempekályha-töredék került elő. Kádár Sándor a templom melletti telkén 2015-ben, vízvezeték fektetésekor vulkáni tufából készített É-D tájolású nagy kövekre akadt. A sekély vulkáni tufa alap szerint az épület egykor a templomhoz tartozott. Kertjében találta meg Kádár Sándor 2003 tavaszán Erdély 2.-5. díszített és díszítetlen jetonjait, amik a szászok 1500-as évek második felebeli gazdasági-vallási-tudományos kapcsolatait mutatják Németországgal. Nemcsak megmentette őket a kultúra számára, hanem az erdélyi Reformáció fejezetét új, fontos adattal bővítette. Tatár Árpád 1998 óta több középkori és újkori csempekályha-töredéket lelt a Fő utcán és a határon is, egyiken egy bástyát ábrázoltak. Megemlítendők még a faluban és a határon lelt cseréppipák. A 16. században a falu legfontosabb földesura a Kendi család, majd 1615-től a 19. századig a Hallerek. 1622-ben még evangélikus egyházközség. Szász lakói a hadak 1661 és 1663 közti vonulásainak eshettek áldozatul.

### Újkor
Helyükre a Haller család 1702 körül telepített református magyarokat a két Küküllő vidékéről –például a ma Szeben megyei Darlacról– és ugyancsak a 18. században költöztek be első (görög-katolikus) román lakói. 1750-ben 17 jobbágyot, 29 zsellért és négy szegény férfit, két özvegyet és öt hajléktalant írtak össze. Doboka vármegyéhez, 1876-tól Szolnok-Doboka vármegyéhez tartozott. Pár éve valószínűleg a XVIII. századból származó bőrműves műhelye került elő a Fő utcán vízvezeték fektetése alkalmával. Az egyik háznak a vízvezetékhez való bekötése alkalmával és a már említett döngölt falu épület XVI. századi rétege fölött agyaggal vastagon megtapasztott faházak álltak, valószínűleg a XVIII. században. Középkori vagy újkori egy a Fő utcán lelt, pecsételt edénytöredék. Tatár Árpád 1998 óta több középkori és újkori csempekályhatöredéket lelt a Fő utcán és a határon is. Új adatokkal szolgálnak a faluban és a határon lelt cseréppipák, egyik töredéken a gyártó pecsétje látható.

## Lakossága
- 1850-ben 586 lakosából 344 volt magyar, 227 román és 12 cigány nemzetiségű; 347 református, 235 görögkatolikus és 3 zsidó vallású.
- 2002-ben 782 lakosából 620 volt magyar és 161 román anyanyelvű; 587 református, 134 ortodox, 24 görögkatolikus, 18 római katolikus és 11 pünkösdista vallású.

## Látnivalók

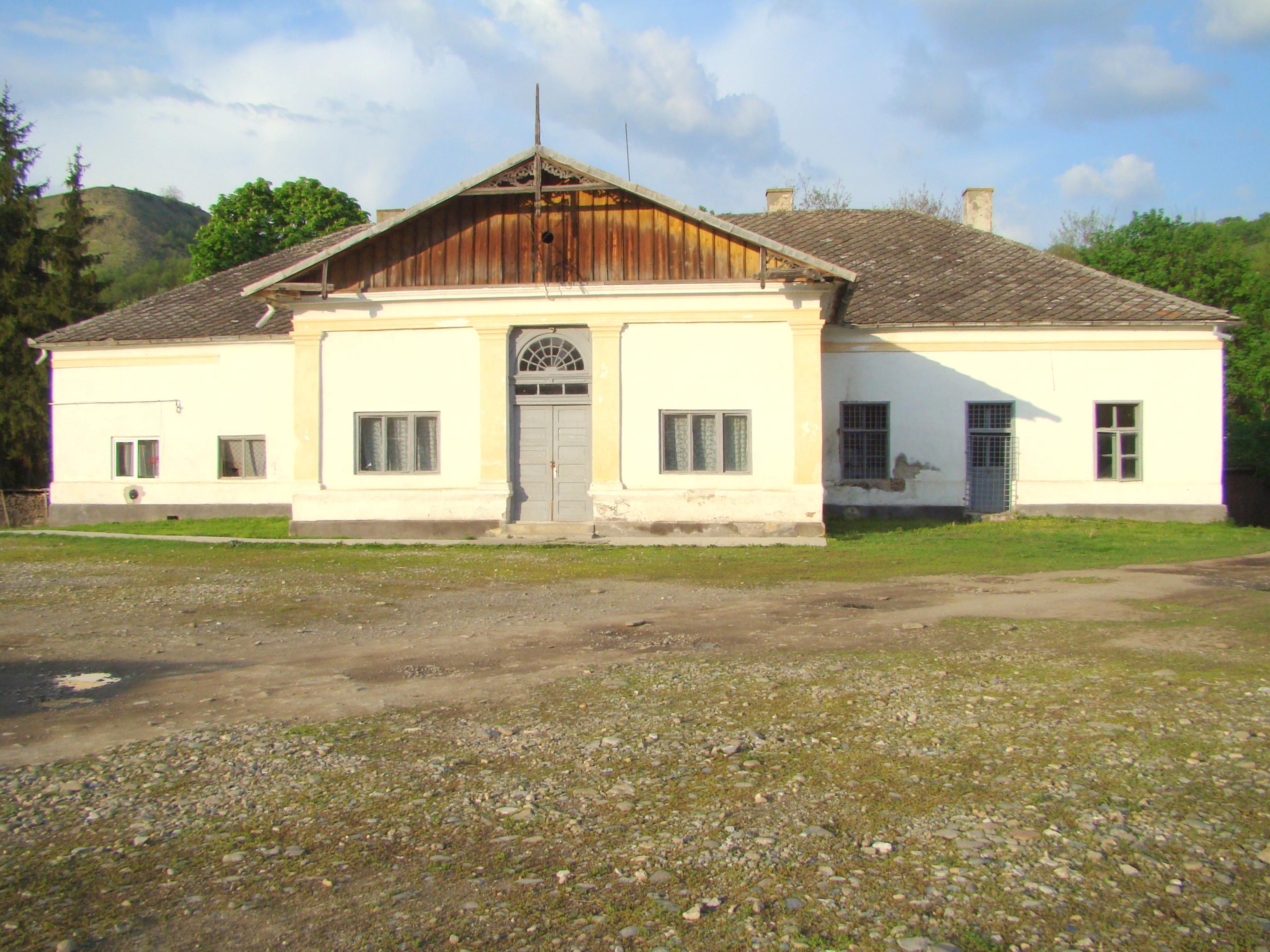
Haller-kastély

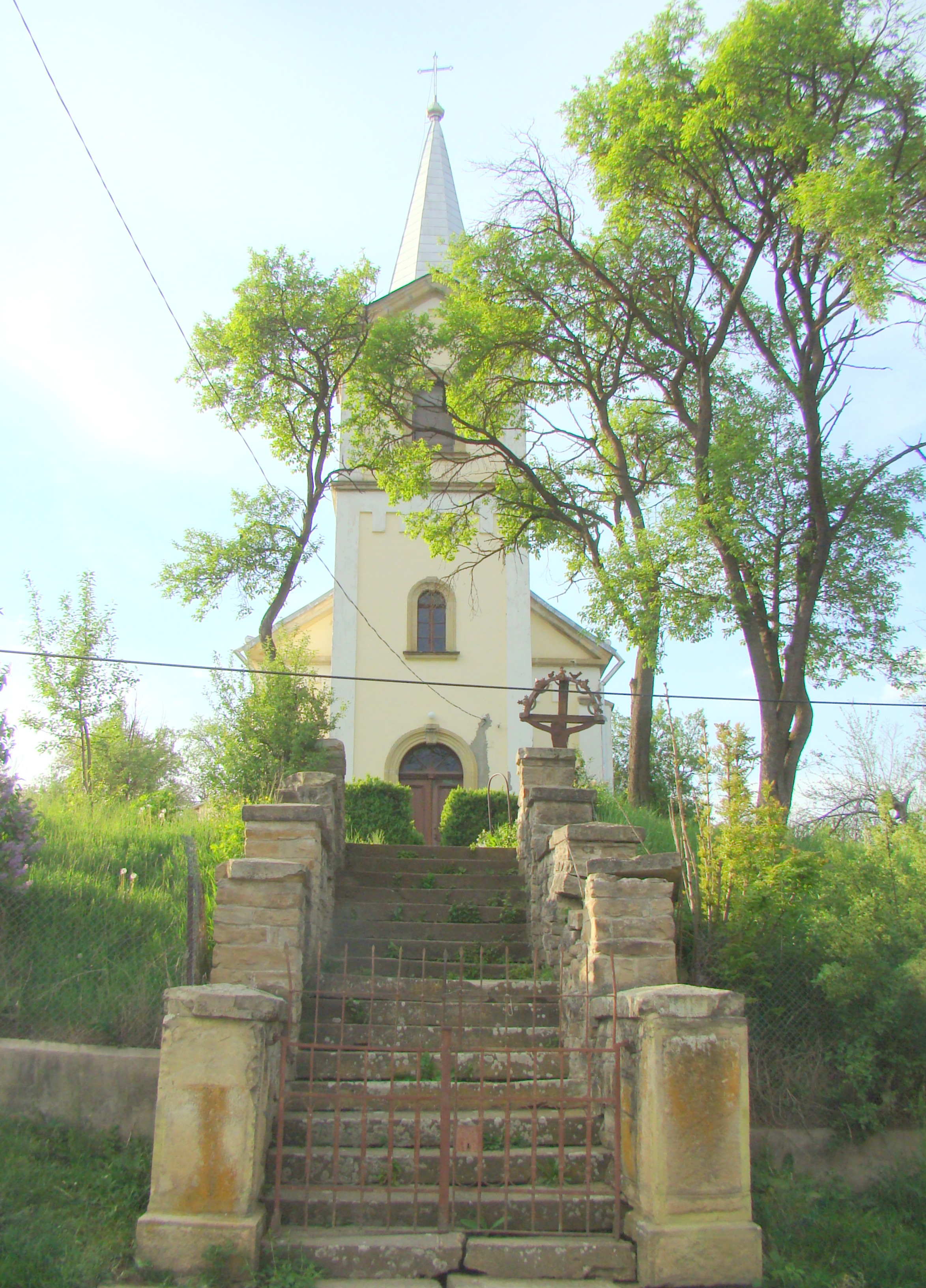
Római katolikus templom

- A román kori alaprajzú, egyenes szentélyzáródású református templom a -két különböző faragású darabból összeállított gótikus, befelé fordított ajtókerettel, törött, késő román kori vagy kora gótikus szentségtartó fülkével, három keskeny és magas késő román kori vagy kora gótikus ablakkal, három gótikus ajtókerettel, két gótikus mérművű ablakkal és gótikus szentségtartó fülkével. Az északi és déli hajófalban egy-egy kis fülke van kialakítva, amiket azonban Juhos János lelkipásztor parancsára 2009 nyarán betömtek és bevakoltak-ezek voltak talán a világítóeszközök helyei. A diadalív jobb oldalán egy vulkáni tufából faragott kőbe véstek be Kendi Ferencné Homonnai Borbála emlékére egy feliratot. A dékán széke 1753-ban készült. Az ablakok faragott kövein kívül-belül kőfaragó jelek találhatóak – egy jel a DK-i támpilléren is látható. Észrevehető egy, az előző diadalívhez tartozó, másodlagosan az É-i támpillérbe beépített faragott kő is. Egyes kövek állítólag ablakok alsó részét képezhették. A faragott kövekből most már kevés látható, mivel nagyrészt eltüntették őket a vakolással, akárcsak a kőfaragójeleket, a DK-i támpilléren láthatón kívül. Az ÉNY-i támpillér tetejének a hajó falával való találkozásánál, a falba beépítve egy faragott kő van. Amikor 2007 nyarán a templom körül gépi munkával leszedtek egy 30–50 cm közti földréteget, ez a sekrestye belső rétegeit is érintette, a sárga agyagpadlóig. Evvel megszűnt annak lehetősége, hogy a sekrestyében talált három gödör beásási szintjét meg lehessen állapítani. A gépi munka és a mentőásatás révén kerültek elő egy gótikus, vulkáni tufából készített keresztelőmedence maradványai, amiket a gép tovább aprított. Ugyanakkor a sekrestyén belül előkerült egy falmaradvány, ami nincs szervesen egybeépítve a sekrestye keleti falával és kelet-nyugat irányból elfordul észak felé. 2007-ben, a nedvességelvezető cső lefektetésekor, a sekrestye északi falát az északnyugati sarok mellett feltörték és átvezették itt a csövet, a köveket azonban nem rakták vissza föléje. A sekrestyét a reformáció után bontották le, látható volt vakolás előtt a csorbázata és az is, hogy a hajó és a szentély találkozásánál a sekrestye nyugati falát nem bontották le teljesen, hanem támpillérré alakították át. A hajó északi falán lévő két ablak is a hajó megépülése után több idővel készült, a falat itt téglával rakták ki. A templom nyugati bejárata körül is tégla található bent, ezek szerint valahonnan idehozták, nem ez volt az első bejárat. A templom körül hét biztos és további esetleges négy közös sírt került elő, amikben a vázdarabok nem voltak anatómiai pozícióban és egyetlen csontnak sem volt meg mindkét vége. Ez azt jelenti, hogy a templomban meglévő temetkezéseket ásták ki és tették a templom körüli közös sirokba. Ezeken kívül előkerült két bolygatatlan sír is. A templomtól a besztercei múzeumba jutott egy kerek kőgolyó, aminek Tekén és Fehér megyében vannak párhuzamai, valamint egy gótikus bordatöredék. A kőgolyó párjának előkerült fele a faluban maradt. A templom nyugati karzata alatt látható Kendi Ferencné Homonnai Borbála feliratos sírköve. Egy szintén a Homonnai családhoz tartozó, eddig azonosítatlan személy latin feliratú vulkáni tufából készült, rossz állapotban lévő középkori sírköve a templom nyugati bejárata előtt van felállítva. Ezt 2007 nyarán szedték elő a déli bejárat deszkapadlója alól és a templomudvar déli kerítése mellé helyezték, ahol felállításáig tovább romlott állapota. Tatár Árpád már 1996-ban felhívta a figyelmet a kő elővételére a padló alól, mert a templombajárók cipőjéről lecsepegő vizet meg a föld nedvességét a kő beszívta és fagyás-engedés után darabok estek le róla. 2014-ben a templomudvar keleti oldalán tujákat ültettek, ekkor akadt rá Tatár Árpád a templomot egykor kelet felől kerítő kőfalra 0,50–0,60 cm mélyen, ugyanis a tuják a falra vannak ültetve. Ugyanekkor az iskola fűtőházával szemben egy másik tuját egy olyan gödörbe ültettek, ami talán a fűtőház építésekor megfigyelt meszesgödör széle.
- A templomhoz tartozó fa harangláb a 19. században épült, a 20-ik században alját kőből és téglából rakták ki.
- A Haller-udvarház már a reneszánsz idején létezett, ahogy azt egy 2001-ben Tatár Árpád által talált, a besztercei múzeumban lévő faragott kő jelzi. Hátsó részénél megfigyelhető volt a föld felszínén a mára már földdel feltöltött egykori szökőkút, de a polgármester és alpolgármester megengedték itt kavics elterítését aszfaltozások előtt és így mára eltűnt a kavicsréteg alatt. Az udvarház mai formájában a 17–18. századból való, ma községháza és kultúrotthon működik benne.
- Az 1912. évi májusi tornádó által széthordott görögkatolikus templom keleti végénél, a mai ortodox temetőben látható egy görögkatolikus pap cirill betűs feliratú kőkeresztje 1830-ból. Ezen kívül egy homokkő sírkövön is van ilyen felirat 1786-ból.
- A római katolikus kápolnát Lázár János és Árpád építtette 1892-ben.

## Források

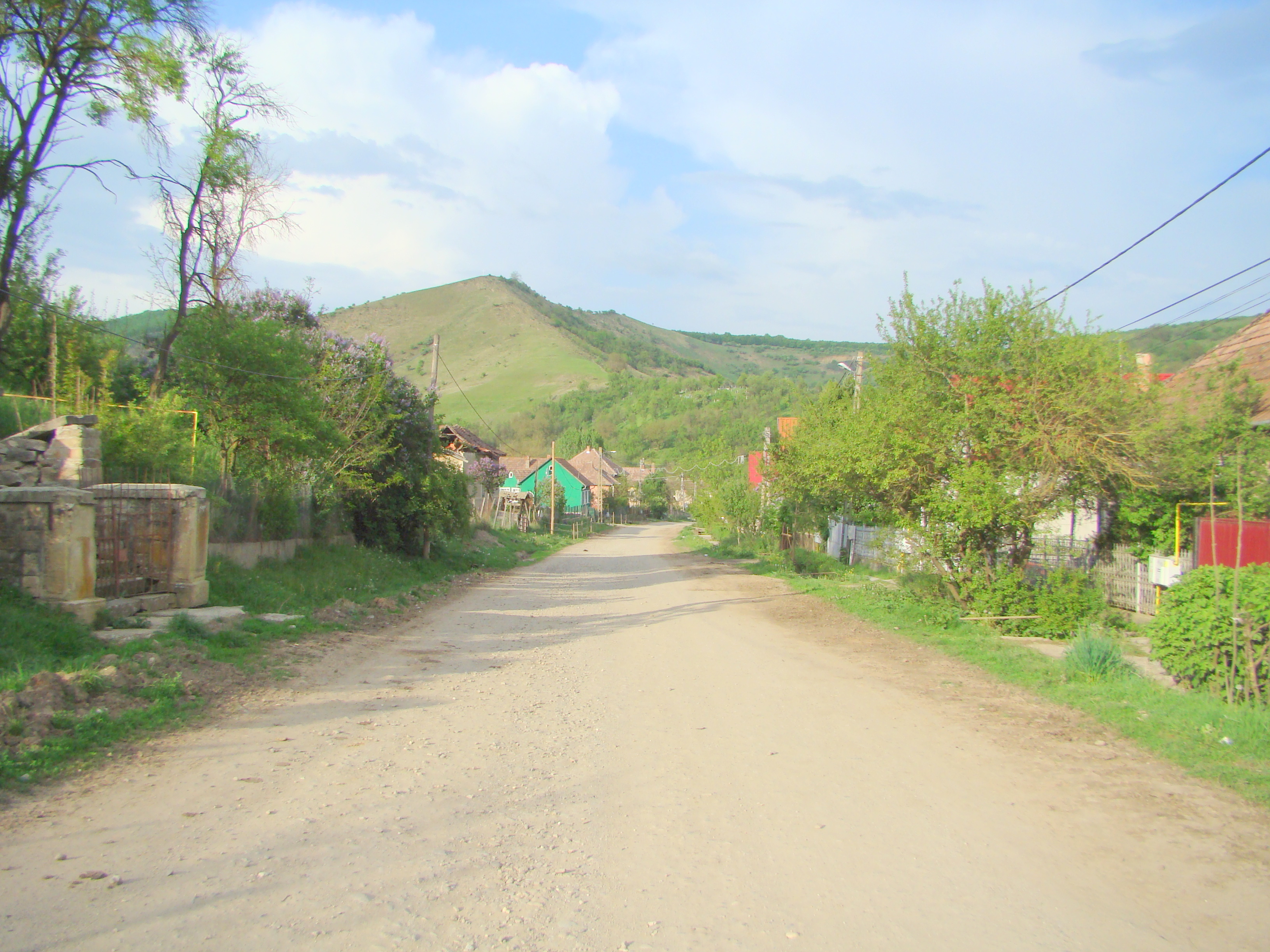